# 십삼경
십삼경(十三經)은 유교(儒敎)에서 중시하는 13종의 경서(經書)를 총칭하는 말이다. 중국 송대에 확정했다.

## 구성
- 《논어》(論語)
- 《맹자》(孟子)
- 《시경》(詩經)
- 《서경》(書經)
- 《역경》(易經)
- 《주례》(周禮)
- 《의례》(儀禮)
- 《예기》(禮記)(《중용》(中庸), 《대학》(大學) 포함)
- 《춘추좌씨전》(春秋左氏傳)
- 《춘추공양전》(春秋公羊傳)
- 《춘추곡량전》(春秋穀梁傳)
- 《이아》(爾雅)
- 《효경》(孝經)

## 경서
- 사서(四書) : 《논어(論語)》《맹자(孟子)》《중용(中庸)》《대학(大學)》
- 삼경(三經) : 《시경(詩經)》《서경(書經)》《역경(易經:주역이라고도 함)》의 총칭.
- 오경(五經) : 《시경(詩經)》《서경(書經)》《역경(易經)》《예기(禮記)》《춘추(春秋)》
- 삼례(三禮) : 《주례(周禮)》《의례(儀禮)》《예기(禮記)》의 세 책.
- 춘추삼전(春秋三傳) : 《춘추좌씨전(春秋左氏傳)》《춘추공양전(春秋公羊傳)》《춘추곡량전(春秋穀梁傳)》

## 같이 보기
- 사서오경
- 중국의 과거제